# Юшков, Иван Викторович
Ива́н Ви́кторович Юшко́в (род. 15 января 1981, Новосибирск) — российский легкоатлет, специалист по толканию ядра. Выступал за сборную России по лёгкой атлетике в 2000—2012 годах, серебряный призёр чемпионата мира среди юниоров, многократный победитель и призёр первенств национального значения, участник двух летних Олимпийских игр. Представлял Иркутскую и Новосибирскую области, физкультурно-спортивное общество «Локомотив». Мастер спорта России международного класса.

## Биография
Иван Юшков родился 15 января 1981 года в Новосибирске. Окончил Новосибирский государственный педагогический институт.
Впоследствии проживал в Иркутске, занимался лёгкой атлетикой под руководством тренеров В. М. Осипова и И. И. Бражника. Представлял российское физкультурно-спортивное общество «Локомотив».
Впервые заявил о себе на международном уровне в сезоне 2000 года, когда вошёл в состав российской национальной сборной и побывал на юниорском мировом первенстве в Сантьяго, откуда привёз награду серебряного достоинства, выигранную в толкании ядра.
В 2001 году стал серебряным призёром на зимнем чемпионате России в Москве, показал пятый результат на молодёжном европейском первенстве в Амстердаме.
В 2002 году взял бронзу на зимнем чемпионате России в Волгограде, отметился выступлением на чемпионате Европы в помещении в Вене, одержал победу на летнем чемпионате России в Чебоксарах.
В 2003 году был вторым на зимнем чемпионате России в Москве и на Европейском вызове по зимним метаниям в Джоя-Тауро, третьим в личном зачёте на Кубке Европы в помещении Лейпциге, пятым на молодёжном европейском первенстве в Быдгоще.
В 2004 году на зимнем чемпионате России в Москве превзошёл всех своих соперников толкании ядра и завоевал золотую медаль, после чего выступил на чемпионате мира в помещении в Будапеште. На летнем чемпионате России в Туле так же был лучшим в толкании ядра, тем самым удостоился права защищать честь страны на летних Олимпийских играх в Афинах — на предварительном квалификационном этапе показал результат 19,67 метра и в финал не вышел.
В 2005 году выиграл серебряную медаль на зимнем чемпионате России в Волгограде, занял седьмое место на чемпионате Европы в помещении в Мадриде. В продолжение сезона победил на летнем чемпионате России в Туле, выступил на чемпионате мира в Хельсинки и на Универсиаде в Измире, где стал четвёртым.
На чемпионате России 2006 года в Туле получил серебро в толкании ядра, год спустя на аналогичных соревнованиях взял бронзу в той же дисциплине.
В 2008 году добавил в послужной список серебряную награду, полученную на зимнем чемпионате России в Москве, позже одержал победу на летнем чемпионате России в Казани. Находясь в числе лидеров российской легкоатлетической сборной, благополучно прошёл отбор на Олимпийские игры в Пекине — на сей раз в финале толкнул ядро на 19,67 метра, расположившись в итоговом протоколе соревнований на десятой строке.
После пекинской Олимпиады Юшков остался в российской легкоатлетической команде на ещё один олимпийский цикл и продолжил принимать участие в крупнейших международных стартах. Так, в 2010 году среди прочего он одержал победу на чемпионате России в Саранске.
В 2011 году выиграл серебряную медаль на зимнем чемпионате России в Москве, стал шестым на чемпионате Европы в помещении в Париже, третьим на командном чемпионате Европы в Стокгольме и на летнем чемпионате России в Чебоксарах.
В 2012 году занял второе место на зимнем чемпионате России в Москве, восьмое место на чемпионате мира в помещении в Стамбуле, второе место на летнем чемпионате России в Чебоксарах. Находился в составе российской сборной на Олимпийских играх в Лондоне, однако за день до старта соревнований снялся из-за травмы руки.
За выдающиеся спортивные достижения удостоен почётного звания «Мастер спорта России международного класса».
В 2016 году в результате перепроверки допинг-проб, сделанных на Олимпиаде в Пекине, Иван Юшков был уличён в использовании анаболических стероидов туринабола, оксандролона и станозолола. В результате в феврале 2019 года Спортивный арбитражный суд постановил аннулировать его результат на Олимпиаде, а также дисквалифицировал спортсмена сроком на четыре года.